# Staffa

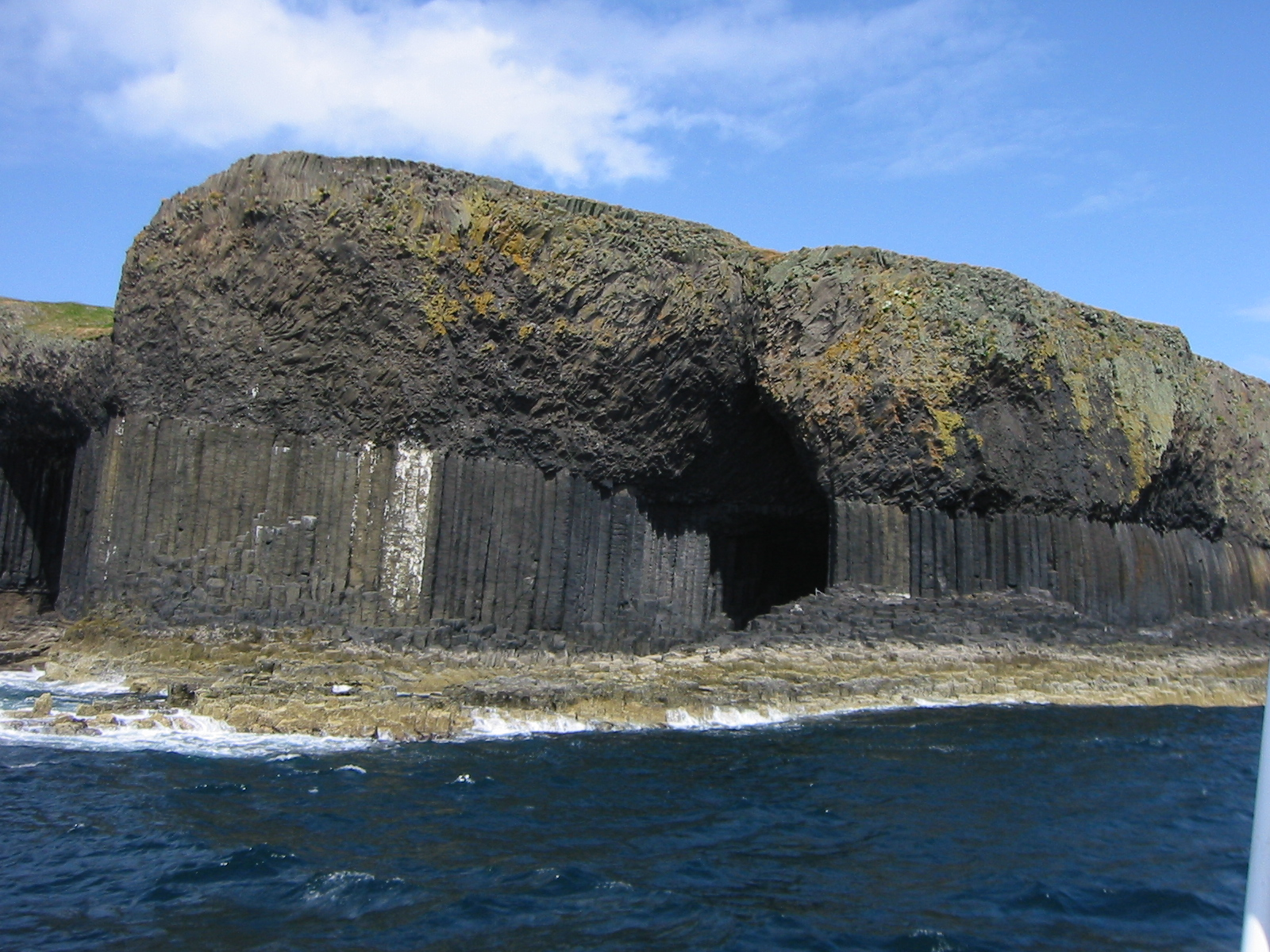
Staffa med Fingal's Cave

Staffa är en av öarna i ögruppen Inre Hebriderna utanför Skottlands västkust. Den är 33 hektar stor och når upp till 42 meter över havet. 
Ön är uppbyggd av pelarbasalt, som bildats då den vulkaniska basalten kylts ned och fått en form som påminner om orgelpipor eller – oftast fem- eller sexkantiga – pelare. Liknande geologiska fenomen finns på den nordirländska kusten, nämligen Giant's Causeway.
Namnet Staffa kommer från det urnordiska ordet för ’stavar’. Staffa ligger ungefär en mil utanför Mull och nästan lika långt från Iona.
På Staffa ligger Fingals grotta, som inspirerade Felix Mendelssohn efter ett besök på ön 1829 att skriva ett av sina mest välkända orkesterverk, Hebriderna.
Ön utgör även häckningsplats för lunnefåglar. 